# Boninal
Boninal is een gemeente in de Braziliaanse deelstaat Bahia. De gemeente telt 13.857 inwoners (schatting 2009).